# Objektofili
Objektum sexualitet eller objektofili innebär att en person attraheras både sexuellt och romantiskt av ett specifikt föremål, och ska ej förväxlas med fetishism som innebär att en person attraheras sexuellt av vissa typer av objekt. Det har ibland trots detta räknats som en fetisch,men mer vanligt är att det räknas som endera parafili eller som en sexuell läggning. Individer som attraheras på det här sättet kan känna en stark kärlek till saker eller byggnader. För vissa av dem är sexuella eller känslomässiga relationer till människor svårbegripliga. En del objektofiler tror också på animism, och har en känsla av att deras känslor för objektet är besvarade då de anser att alla objekt har en själ, intelligens och känslor, samt har förmågan att kommunicera.

## Forskning
2009 gjordes en undersökning av Amy Marsh, sexolog, där hon intervjuade 21 engelsktalande objektofiler, samtliga medlemmar i OS-internationale, om deras erfarenheter av objektofili. Ungefär hälften av deltagarna angav att de hade någon form av autismspektrumstörning. Enligt Marsh uppvisar objektofilerna samma känslor och erfaranheter som generellt anses höra ihop med sexuell läggning. 